# Gäddtjärnen (Vilhelmina socken, Lappland, 716816-158028)
Gäddtjärnen är en sjö i Vilhelmina kommun i Lappland och ingår i Öreälvens huvudavrinningsområde. Gäddtjärnen ligger i Gransjömyrarna Natura 2000-område.